# Dašovský mlýn
Dašovský mlýn (také Dašovský mlýn – Muzeum mlynářství a venkovského životního stylu či Muzeum mlynářství a venkovského životního stylu) je muzeum a mlýn v Dašově, části Štěměch u Dašovského potoka a Panského rybníka. Muzeum bylo otevřeno 9. srpna 2011.

## Historie
První písemná zmínka o mlýně pochází z roku 1386. V roce 1911 proběhla přestavba z českého složení na válcový mlýn. Muzeum vzniklo v roce 2011, v roce 2012 bylo rekonstruováno mlýnské kolo.

## Expozice
V mlýně jsou expozice rozděleny do čtyř podlaží, kdy je součástí sbírek kompletní strojové vybavení válcového mlýna i pozůstatky starého složení českého. V expozici se též nachází příklady zpracování lnu, muzeum pytlů, sbírky předmětů denní potřeby z kuchyně, dětského pokoje a prádelny. V mlýně je připravená i expozice věnovaná MUDr. Karlu Hobzovi, jejíž součástí zachovalá lékárna.
Nejnovější expozice je věnována historickému textilu počínaje secesní módou, ukázkém ručních prací a perleťářství - viz Třebíčský deník
Karel Hobza se narodil 4. 11. 1873 ve Džbánicích u Znojma, vystudoval Malostranské gymnázium a lékařskou fakultu Karlovy univerzity v Praze. Prošel první světovou válku jako vrchní lékař ve vojenských nemocnicích v Haliči – v Przemyslu, Lubaczově a zajateckém táboře v Tuchle. Po první světové válce působil jako hospodář a správce Dašovského mlýna, který patřil jeho ovdovělé sestře Boženě Nechvátalové. Zde zároveň provozoval praxi vesnického lékaře. Zemřel 16. 1. 1959.
V současnosti je muzeum provozováno majitelkou a autorkou muzea Martou Mastnou.